# Ramón Emeterio Betances

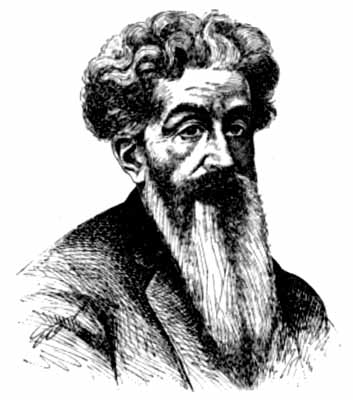
Ramón Emeterio Betances

Ramón Emeterio Betances y Alacán  (Cabo Rojo, Porto Rico, 8 avril 1827 - Neuilly, 16 septembre 1898) est un médecin, homme politique et écrivain portoricain. Il est sans doute la principale figure du mouvement indépendantiste portoricain et l’un des instigateurs d’une insurrection, éphémère mais emblématique, contre la présence espagnole à Porto Rico, connue sous le nom de El Grito de Lares. Dans son île natale,On le surnomme « Père de la patrie » (Padre de la Patria) et « Médecin des pauvres » (Médico de los Pobres).
Aux côtés de Segundo Ruiz Belvis, il s’engage également en faveur de l’abolition de l’esclavage à Porto Rico, puis, en tant qu’agent diplomatique en Europe du Parti révolutionnaire cubain (es), en faveur de l’indépendance de Cuba, considérant en effet les combats indépendantistes cubain et portoricain comme indissociables. Betances a une activité d’écrivain, rédigeant essais, manifestes politiques (« proclamas ») et aussi ouvrages littéraires, y compris pour le théâtre, souvent en français. Médecin de son état, il se consacre à la lutte contre les épidémies et à la recherche médicale et faisant paraître de nombreuses publications scientifiques pendant son exil en France, ce qui lui vaut d'être nommé au grade de chevalier de la Légion d'honneur.

## Jeunes années
Fils de Doña María del Carmen Alacán et de Don Felipe Betances Ponce, propriétaires terriens à Cabo Rojo jouissant d’une grande aisance économique, Betances reçut son instruction primaire et secondaire dans des écoles privées, fréquentées seulement par des enfants issus de la haute société de l’époque. À son adolescence, à la suite de la mort de sa mère, son père l’envoya étudier à Toulouse, en France.

## Études
En 1846, Betances obtint le baccalauréat en lettres et sciences, et s’inscrivit en 1848 à la Faculté de médecine de Paris, y terminant en 1853 ses études avec le titre de docteur en médecine et chirurgie.
En 1848, Betances, qui considérait la France comme sa seconde patrie, prit part à la Révolution française de 1848, qui donna lieu à l’instauration de la deuxième république française. Ainsi fut scellé ce qu’il appelait son « engagement en faveur des justes causes » (compromiso de solidaridad con las causas justas).
Bien que se consacrant à l’étude de la médecine, Betances n’en dédaigna pas pour autant les lettres, publiant d’importants essais et plusieurs romans. En outre, conjointement avec Alejandro Tapia y Rivera (es), Román Baldorioty de Castro, José Julián Acosta (es) et Segundo Ruiz Belvis, il était actif au sein de la Sociedad Recolectora de Documentos históricos de la Isla de San Juan Bautista (Société pour colliger les documents historiques relatifs à l’île Saint-Jean-Baptiste, « île Saint-Jean-Baptiste » étant l’ancien nom de Porto Rico) de 1851, dont les travaux aboutirent à la création de la Biblioteca Histórica de Puerto Rico.
En janvier 1855, il soutint sa thèse de doctorat intitulée Des causes de l'avortement. Ensuite, ses études terminées, il rentra à Porto Rico et y fit reconnaître, le 15 avril 1856, son titre de médecin chirurgien.

## Retour à Porto Rico
Une fois à Porto Rico, Betances fonda un hôpital dans la ville de Mayagüez, dans l’ouest de l’île. Ses efforts visaient en priorité à sauver les portoricains de l’épidémie de choléra qui y sévissait en 1856. Mais c’est aussi l’époque de ses premières frictions avec les autorités espagnoles, Betances se refusant en effet d’accorder la priorité, pour ce qui est des traitements médicaux du choléra, à ceux des patients qui étaient des officiers ou des militaires nés en Espagne. En même temps, Betances aidait les pauvres, leur donnant de l’argent, ce qui lui valut d’être désigné par le surnom « Médecin des pauvres ».
Betances, qui s’était engagé pour l’abolition de l’esclavage, fonda la Sociedad secreta abolicionista, organisation clandestine s’employant à affranchir des enfants esclaves à travers le sacrement catholique du baptême. Ces cérémonies de baptême, connues sous le nom de « aguas de libertad » (litt. ‘eaux de liberté’), se déroulaient dans la cathédrale de Mayagüez; lorsqu’un enfant était baptisé, Betances donnait de l’argent à ses parents, à charge pour ceux-ci d’utiliser cet argent pour acheter la liberté de l’enfant auprès de leur maître.

## Les années d’exil
Le gouvernement espagnol, qui administrait alors Porto Rico, condamna Betances au bannissement et le contraignit à l’exil. Du reste, entre 1858 et 1869, il fut condamné à s’exiler hors de Porto Rico à trois reprises, et fut expulsé deux fois de Saint-Thomas et une fois de la République Dominicaine.
Son premier exil était consécutif à la fondation, dans l’ouest de l’île, de la société abolitionniste évoquée ci-haut. Le second, en 1864, fit suite à l’intervention militaire de l’Espagne en République Dominicaine. Pour sa dernière expulsion, en 1867, l’on prit prétexte de la mutinerie, survenue le 7 juin, des soldats du premier bataillon d’artillerie de San Juan, dans laquelle cependant Betances affirmait n’être impliqué d’aucune manière.
Betances et un autre exilé, Segundo Ruiz Belvis, trouvèrent refuge dans la clandestinité à New York. Conjointement avec José Francisco Basora, il fonda le « Comité Revolucionario de Puerto Rico », organisme qui s’employa à planifier et mettre en marche un processus insurrectionnel, qui devait aboutir au soulèvement dit Grito de Lares. Dans son manifeste du 16 juillet 1867, le Comité proclame: 
« Cubains et Portoricains! Unissez vos efforts, œuvrez de concert, nous sommes frères, nous ne sommes qu’un dans l’infortune; nous ne sommes qu’un aussi dans la Révolution et dans la lutte pour l’indépendance de Cuba et de Porto Rico. Ainsi pourrons-nous demain former la confédération des Antilles ». 
En novembre 1867, tandis qu’il se trouve dans l’île voisine de Saint-Thomas, Betances rédige sa proclamation intitulée Los Diez Mandamientos de los Hombres Libres (Les Dix Commandements des hommes libres).
Enfin, depuis l’exil, il organise et dirige un mouvement armé contre le gouvernement espagnol, lequel était prévu pour le 29 septembre 1868. Compte tenu que les autorités espagnoles avaient eu vent du projet, la date fut avancée au 23 septembre. Betances, qui coordonnait l’approvisionnement en armes, échoua à faire parvenir celles-ci à destination pour la nouvelle date. C’est une des raisons principales pour lesquelles ce mouvement insurrectionnel, connu sous le nom de El Grito de Lares, fut rapidement écrasé par les autorités espagnoles.
Expulsé de Saint-Thomas en 1869, il se fixa à New York, rédigeant des articles pour la revue La Revolución sous le pseudonyme de El Antillano.
Cependant, les réformes décidées de 1869 à 1873 sur l’île de Porto Rico, allant de la création de partis politiques jusqu’à l’abolition de l’esclavage des noirs, produisirent une conjoncture nouvelle, conduisant les dirigeants séparatistes à consacrer dorénavant à la guerre insurrectionnelle dite Guerra de los Diez Años (1868-1878), qui faisait rage alors sur l’île de Cuba, les ressources et les armements des patriotes portoricains. Pour Betances, la lutte pour l’indépendance de Porto Rico était étroitement liée à la lutte pour l’indépendance de Cuba. Il l’exprimait ainsi : « œuvrer pour l’une, c’est œuvrer pour l’autre. » 
À la fin de l’année 1871, il retourna en France, et en 1874 publia son essai politique Cuba, dans lequel il dénonce les visées annexionnistes de l’époque, en plus d’expliquer les causes de la guerre des Dix Ans. Ses paroles gardent une certaine pertinence : 
« En résumé, il apparaît incontestable que dans cette question, le gouvernement de Washington ne s’est à aucun moment laissé guider par l’intérêt des Antilles, mais plutôt par les avantages que l’union de celles-ci est susceptible de procurer à l’Amérique du Nord ».
C’est finalement pendant ses années d’exil que fut aboli l’esclavage à Porto Rico, le 22 mars 1873.
En avril 1875, on le retrouve à Porto Plata, en République dominicaine, où il fit la rencontre de Eugenio María de Hostos. Les deux hommes élaborèrent ensemble un projet séditieux, qu’une trahison fit cependant avorter. Hostos s’en alla à New York, cependant que Betances revint en France, pour y reprendre l’exercice de la médecine, ainsi que ses activités de recherche et d’expérimentation médicale. Membre de l’Académie de médecine de Paris, il fit paraître différentes monographies scientifiques et articles de revue, en particulier sur l’hygiène sociale et les maladies tropicales.
En 1880, Betances fut nommé Premier Secrétaire de la représentation diplomatique de la République Dominicaine en France. Durant cette période, il s’opposa vivement aux prétentions tendant à transformer Haïti en un protectorat français ou américain, mettant en garde contre les conséquences d’une telle entreprise.
Dans ses dernières années, il mit son engagement au service de la cause cubaine. Il assumait la fonction de délégué du Partido Revolucionario Cubano (1895), accomplissant, à ce titre, de multiples missions : tractations diplomatiques avec d’autres pays d’Europe, mise sur pied d’organismes européens de solidarité avec la révolution cubaine, acquisition et acheminement d’armes à destination de l’armée de libération, levée de fonds, etc.
En 1898, le gouvernement français le décora de la Légion d'honneur pour ses mérites dans les domaines de la médecine et des lettres. Il mourut en France le 16 septembre de la même année, au terme d’une longue agonie, et après avoir passé dans ce pays 45 années de sa vie. Deux décennies plus tard, en 1920, après que l’assemblée législative de Porto Rico eut voté un décret autorisant le transfert de ses cendres à Porto Rico, Betances fut réinhumé dans son village natal de Cabo Rojo.
Un buste, créé par le sculpteur italien Diego Montano, se dresse, flanqué du drapeau révolutionnaire du Grito de Lares et du drapeau portoricain, sur la place principale du village de Cabo Rojo, laquelle place porte le nom de Betances.

## Pensée et action politiques
Il serait souhaitable que des historiographes entreprennent de caractériser l’idéologie politique de Betances, et puissent, parmi toutes les tendances et doctrines, radicales ou libérales, de cette fin du XIXe siècle — marxisme, anarchisme, socialisme, etc. —, faire la part de celles qui ont pu l’influencer ou l’aider à forger sa pensée. S’il est certain qu’il entretenait à Paris des contacts tant avec les groupes anarchistes qu’avec des disciples de Louis Auguste Blanqui, il apparaît hasardeux de désigner des filiations idéologiques précises. D’aucuns soutiennent que Betances était fortement attiré par les méthodes de lutte telles que préconisées par Blanqui, et que toute l’infrastructure clandestine mise en place pour combattre l’esclavage et obtenir l’indépendance de Porto Rico — infrastructure qui permit au Grito d’avoir lieu — était inspirée des théories blanquistes. Pourraient également être qualifiés de blanquistes son caractère de conspirateur et sa discipline révolutionnaire; au demeurant, c’est expressément comme révolutionnaire que se définissait lui-même Betances, non comme rebelle.
Ses objectifs politiques ne se limitaient pas à l’indépendance du seul territoire de Porto Rico, mais c’est en patriote pan-antillais qu’il agissait. Ainsi mit-il la même ferveur à combattre pour l’indépendance de Porto Rico que pour celle de Cuba, et que pour la sauvegarde de l’indépendance et de la démocratie en République Dominicaine et à Haïti. « Pour Betances », nota Andrés Ramos Mattei, « nous sommes avant toute chose des Antillais, indépendamment du groupe racial auquel nous appartenons ». Ce qu’en fait envisageait Betances, c’est l’établissement d’une fédération antillaise.
L’autre grand volet de son engagement politique, la lutte pour l’abolition de l’esclavage, doit être mis en relation avec un autre aspect de son personnage, que Ada Suárez Díaz évoque ainsi : « Betances est probablement le premier portoricain mixte, avec une conscience claire de ce que cela signifie en termes raciaux; le premier à assumer sa condition de mulâtre, sans que le fait de véhiculer dans ses veines tel pourcentage de sang noir lui cause un quelconque déchirement psychologique; il est le premier, à n’en point douter, à avoir conscience de sa négrité. Pour lui, sa réalité raciale à lui, ou la blancheur des blancs, relèvent de la même catégorie. » L’abolition de l’esclavage figure en tête de ses Dix Commandements des hommes libres, et il ne cessera jamais de dénoncer la discrimination raciale et de prêcher la «fraternité entre toutes les races » (hermandad entre todas las razas).
De patriote intransigeant et fermé, et de conspirateur impénétrable et endurci, Betances était devenu, plus tard dans la vie, comme le notera l’historien français Paul Estrade, ce que nous appellerions aujourd’hui un maître de la communication, maniant à merveille l’art de la conversation et parvenant ainsi à exercer une grande influence, voire une fascination sur ses interlocuteurs et à se faire des amis — des amis, c'est-à-dire des sympathisants de la cause révolutionnaire. Il n’est pas inutile de citer Paul Estrade :

« Betances fut à lui tout seul un Institut des Caraïbes. Il l’emportait partout avec lui; le faisant d’abord tenir dans sa valise d’exilé errant, puis, plus tard, il l’installa, durant vingt-cinq ans, dans son appartement parisien, lequel faisait office simultanément de salle de consultation et de salon de lecture... Il eût suffi de se poster, entre 1895 et 1898, face à son domicile de la rue de Châteaudun à Paris — tel l’espion espagnol chargé de le surveiller —pour s’aviser à quel point cet institut, quoique encore en éclosion et inofficiel, était vivant; qu’y entraient et qu’en sortaient des hommes d’origines nationales et sociales les plus diverses, où il est vrai prédominaient les Antillais; que des reporters de nombreuses revues de Paris venaient y visiter le docteur, en quête d’informations que les agences leur dissimulaient; transformant de cette manière le salon en un centre fécond de communication sociale par voie orale. »

Le moyen de communication privilégié utilisé par Betances était la presse écrite quotidienne, alors en pleine expansion. N’ayant jamais fondé son propre journal ou revue, conscient que ses ressources n’y pouvaient suffire, il s’employait en revanche à être présent en même temps dans un grand nombre de journaux étrangers — en particulier, il fut en mesure, grâce à sa parfaite maîtrise de la langue française, d’utiliser efficacement la presse parisienne pour exposer et propager ses conceptions.

### L’affaire Cánovas
Mais l’action de Betances ne se limitait pas à la propagation de ses idées et à la création d’organismes européens de solidarité avec l’indépendance de Cuba. Il fut aussi à l’origine d’un projet concret d’action révolutionnaire, mettant notamment sur pied une infrastructure clandestine qui devait aboutir à l’insurrection de Lares.
Plus sujet à controverse est son rôle dans l’attentat perpétré en 1897 par l’anarchiste italien Michele Angiolillo contre Antonio Cánovas del Castillo, alors président du Conseil des ministres d’Espagne. Une version des faits due au journaliste et écrivain portoricain Luis Bonafoux, exposée dans sa biographie de Betances, puis acceptée et colportée par d’autres auteurs, veut que Betances aurait fourni à l’assassin de Cánovas, peu avant son acte, une forte somme d’argent, c'est-à-dire que Betances aurait en fait planifié et financé l’attentat. Cependant, aucune preuve formelle, aucune trace matérielle ni témoignage ne viennent corroborer cette affirmation. Il semblerait (selon plusieurs témoignages convergents) que la réalité soit celle-ci : Angiolillo fit part à Betances, lors d’une rencontre au domicile parisien de ce dernier, de sa détermination à venger ses camarades anarchistes espagnols, victimes de la répression en Espagne dans les années 1890, sur une haute personnalité espagnole; Angiolillo se proposant de s’en prendre à un membre de la famille royale, Betances le lui déconseilla et, voyant Angiolillo bien résolu à se venger de quelque manière, lui suggéra de choisir plutôt Cánovas comme cible. Angiolillo suivit ce conseil. Aucune implication dans l’attentat, au-delà de la désignation de la cible, n’apparaît pouvoir être imputée à Betances.
Quoi qu’il en soit du rôle joué par Betances dans cette affaire, celui-ci déclara, à la suite de l’attentat, que « si nous n’applaudissons pas, pas davantage nous ne pleurons » (no aplaudimos pero tampoco lloramos), et aussi que «les vrais révolutionnaires font ce qu’il doivent faire » (los revolucionarios verdaderos hacen lo que deben hacer).

## Œuvres principales
- Toussaint L'ouverture, los dos indios (1852)
- Un premio de Luis XIV (1853)
- Las cortesanas en París (1853)
- La Vierge de Borinquén (1859)
- La botijuela (1863)
- Washington Haitiano (essai sur Alexander Petion, 1871)
- Los viajes de Scaldado (1890)

## Citation
« Portoricains

Le gouvernement de S. M. Isabel II nous lance une terrible accusation. 

Il dit que nous sommes de mauvais Espagnols.

Le gouvernement nous calomnie.

Nous, nous ne voulons pas la séparation; nous, nous voulons la paix, l’union avec l’Espagne; mais il est équitable que nous mettions, nous aussi, des conditions dans le contrat. 

Elles sont fort simples.

Les voici :

- Abolition de l’esclavage

- Droit de voter tous les impôts

- Liberté de culte

- Liberté d’expression

- Liberté de la presse

- Liberté de commercer

- Droit de réunion

- Droit de détenir des armes

- Inviolabilité du citoyen

- Droit d’élire nos autorités 
Tels sont les dix commandements des hommes libres. 

Si l’Espagne se sent capable de nous donner et qu’elle nous donne ces droits et ces libertés, elle pourra alors nous envoyer un Capitaine général, un gouverneur... de paille, que nous brûlerons les jours de carnaval, en commémoration de tous les Judas qui jusqu’ici nous ont vendus.
Et nous serons Espagnols.
Sinon, Non.
 
Sinon, Portoricains — PATIENCE ! — je vous jure que vous serez libres. »
— Ramón Emeterio Betances, Proclamation des Dix Commandements des Hommes libres, novembre 1867